# Hua-jen
A hua-jen (huayan) a 7. században Kínában keletkezett buddhista irányzat, amely Japánban és Koreában is elterjedt. Egyik jellemző tanítása, hogy minden mindennel összefüggésben áll, minden jelenség áthatja az összes többit, miközben e sokféleségben egyfajta egység van jelen, minden jelenség magában hordja a többit, anélkül, hogy saját identitását elvesztené. A hua-jen (huayan) irányzatot (akárcsak a tientaj (tiantai)t) a buddhizmus legteoretikusabb és filozofikusabb ágaként tartják számon, szembeállítva olyan alapvetően „praktikus” hagyományokkal, mint a csan (chan) / zen vagy a Tiszta Föld szekta.

## Története
A hua-jen (huayan) irányzat tanítása szerint Buddha legvégső tanítását az Avatamszaka-szútra tartalmazza. A szútra kínai neve: Hua-jen-csing (Huayanjing) (《華嚴經》), vagyis „Virágfüzér szútra”, az iskola erről kapta az elnevezését. Ezt a meglehetősen hosszú szöveget különböző forrású iratokból állítottak össze Közép-Ázsiában, a 3–4. század során. Az Avatamszaka-szútra jellegzetes mahájána mű, melyben részletes leírás található a Buddháról, különleges képességeiről, a bódhiszattvák és más égi lények jellemzőiről, valamint a buddhista kozmológia megannyi világáról. A hosszú leírás egyetlen időpillanathoz kapcsolódik, mikor Buddha megvilágosodott, és egy kimondhatatlan meditatív élményben megtapasztalta és átlátta a világ szerkezetét és lényeit. A műben rendkívüli hangsúlyt kap a bódhiszattva út számos fokozata és spirituális eredményei, melyet általában a fény és a fényesség metaforáival érzékeltet a szöveg. Ez a mindent átható ragyogás Buddha belátásának határtalan és végtelen jellegére utal. Az Avatamszaka-szútra legkorábbi teljes verziója a Buddhabhadra által 418–420 között lefordított szöveg. A korai szerzetesek ez alapján hozták létre a hua-jen (huayan) hagyományt.
Jól lehet, az első Hua-jen-csing (Huayanjing) fordítást követően rögtön megkezdődött a szöveg vizsgálata, a hua-jen (huayan) iskola azonban csak a Szuj (Sui)-dinasztia végén, a 7. század elején kezdett kibontakozni. A korai korszakában a Csang’an (Chang’an)tól délre található Csehsziang (Zhixiang) kolostor három szerzetese játszott fontos szerepet az iskola kialakulásában:
1. Tu-sun (Dushun) (杜順; 557–640), „Az Igazság birodalmának kontemplációja” (Fa-csie kuan-men (Fajie guanmen) 《法界觀門》) című mű szerzője, a hagyomány szerint ő volt az első pátriárka
2. Cse-cseng (Zhizheng) (智正; 559–639) tudós, szerzetes
3. Cse-jen (Zhiyan) (智儼; 602–668) az előző két tanító tanítványa, a hua-jen (huayan) 2. pátriárkája. Két jelentős tanítványa volt: Uisang (625–702), egy koreai szerzetes, aki Koreában terjesztette el a vallást és a szogd származású Fa-cang (Fazang) (法藏; 643–712), a hagyomány szerinti 3. pátriárka, a hua-jen (huayan) nagy rendszerezője és egységesítője.

A hua-jen (huayan) iskola alapvető tanítását Fa-cang (Fazang) „Értekezés az aranyoroszlánról” (Csin si-ce csang (Jin shizi zhang) 《金獅子章》) című műve tartalmazza. Ebben a szövegben Fa-cang (Fazang) a tiszta és teljes numenális világot (li) és a fenomenális világot (si (shi)) egy aranyoroszlán szobor kapcsán magyarázta el Vu Cö-tien (Wu Zetian) császárnőnek, rámutatva, hogy az arany a tiszta és üresség-természetű, míg az oroszlán mint alak a formával rendelkező jelenség. Fa-cang (Fazang) másik fontos műve a „Téves képzeteket megszüntető meditáció”.
A hua-jen (huayan) iskola 4. pátriárkája Cseng-kuan (Chengguan) (澄觀; 738–839), az 5., egyben utolsó pedig Kuj-feng Cung-mi (Guifeng Zongmi) (圭峰宗密; 780–841) volt.
Fa-cang (Fazang) halála után egy koreai szerzetes Shimsang (japánul Sindzso) révén jutott el az irányzat Japánba, ahol hamarosan a Nara-korszak (710–794) egyik legfontosabb buddhista iskolája lett.
A 9. század után az önálló hua-jen (huayan) ág háttérbe szorul és inkább a más országokban vagy más irányzatok kerülnek az érdeklődés középpontjába. Korea legnagyobb csan (chan) (szon) mestere, Chinul (1158–1210) sokat merített a hua-jen (huayan)ből, Japánban pedig az úgynevezett ezoterikus buddhizmus (mikkjó) használta fel a hua-jen (huayan) bizonyos elemeit.